# Acoustic Alchemy
Acoustic Alchemy is een Britse smooth jazzband, geformeerd tijdens de vroege jaren 1980 door Nick Webb en Simon James.

## Bezetting
- Conny Mathieu[2]
- Greg Carmichael[3] (gitaar)
- Miles Gilderdale[4] (gitaar)
- Nick Webb[5] (gitaar)
- Simon James[6] (gitaar)
- Terry Disley[7] (piano)
- Tony White[8] (toetsen, trompet)

## Geschiedenis

### 1981–1989: Vroege dagen
Acoustic Alchemy werd geformeerd rond de akoestische gitaren van Simon James (nylon snaar) en Nick Webb (stalen snaar), vaak ondersteund door contrabas, percussie en het strijkkwartet the Violettes. De band maakte twee albums die niet winstgevend waren. Halverwege de jaren 1980 vertrok James en in de jaren 1990 richtte hij Kymaera op, een soortgelijke, hoewel meer op latin georiënteerde band.
In 1985 ontdekte Webb Greg Carmichael, een gitarist bij de Londense pubband Holloways (niet gelieerd aan de indieband met dezelfde naam) die de opvolger van James werd. De nieuwe combinatie vond werk als band op vluchten van Virgin Atlantic van en naar de Verenigde Staten. Zes weken na het verzenden van demo's naar MCA Records werd de band opgeroepen om hun eerste album Red Dust and Spanish Lace op te nemen, dat in 1987 werd uitgebracht. Op het album verschenen Mario Argandoña op percussie en Bert Smaak op drums. Het album was het eerste van velen, dat werd opgenomen in de Hansa Haus Studios in Bonn in Duitsland, waar ze geluidstechnicus Klaus Genuit ontmoetten, die aan veel van de albums van de band meewerkte. Er volgden nog twee albums voor MCA: Natural Elements (1988) en Blue Chip (1989). Het titelnummer van Natural Elements werd de themamuziek voor het BBC tv-programma Gardeners' World.

### 1990–1998: algemeen succes
Acoustic Alchemy werd al snel verplaatst naar  GRP Records toen MCA Records GRP in februari 1990 kocht. Zes albums volgden, beginnend met Reference Point (1990), met een cover van Take Five van Dave Brubeck en Back on the Case (1991). Reference Point werd genomineerd voor een Grammy Award. Webb ontdekte veertien vroege nummers van 1982 tot 1987 met Simon James, die werden uitgebracht op de compilatie Early Alchemy (1992). The New Edge (1993) en Against the Grain (1994) volgden. Voor hun achtste album Arcanum (1996) nam de band enkele van zijn populaire nummers opnieuw op. Het album werd opgenomen in de Pinewood Studios in Londen met het strijkersgedeelte van het London Metropolitan Orchestra. De collectie omvatte de drie nieuwe nummers Columbia, Something She Said en Chance Meeting. De bezetting op de opname was Webb, Carmichael, Sheppard, Murphy en Parsons. Het werd geproduceerd door Aubry 'Po' Powell, die werkte met Pink Floyd, Paul McCartney, Jimmy Page en Robert Plant. Positive Thinking (1998) zou het laatste album van Acoustic Alchemy worden met de oorspronkelijke frontman Nick Webb. Het werd opgenomen gedurende een week in een landhuis in de buurt van Bath in Monkton Combe. De muzikanten waren Steve Jones, Greg Carmichael (gitaar), John Sheppard (drums) en Dennis Murphy (bas).
Webb kreeg de diagnose pancreaskanker voordat hij aan het album werkte en overleed op 5 februari 1998.

### 1999: Hervorming en wijzigingen
Na de dood van Webb bracht Greg Carmichael Miles Gilderdale binnen als zijn partner en de band wisselde van label naar Higher Octave Music. Het debuutalbum The Beautiful Game (2000) bij het label was meer experimenteel en maakte gebruik van verschillende muziekgenres. Het bevatte de introductie van Anthony 'Fred' White op keyboards. AArt (2001) werd een jaar later uitgebracht en werd genomineerd voor een Grammy Award voor «Best Contemporary Instrumental Album». Hun album Reference Point uit 1990 werd ook genomineerd voor een Grammy Award. Radio Contact (2003) bevatte Little Laughter, het eerste nummer van de band met zang, uitgevoerd door Jo Harrop. Harrop was een achtergrondzanger die werd ontdekt door Gilderdale tijdens een sessie met de Latijnse zanger Enrique Iglesias. Begin 2006 verliet bassist Frank Felix de band om zich te concentreren op andere projecten. De positie werd ingevuld door twee bassisten: voormalig Incognito en Down to the Bone-bassist Julian Crampton voor Britse dates en gitarist Gary Grainger (broer van langdurige drummer Greg Grainger) in de Verenigde Staten. GRP heeft op 25 juli 2006 opnieuw een concert/documentaire van Acoustic Alchemy uitgegeven met de titel Best Kept Secret. This Way (2007) omvatte gastoptredens van trompettist Rick Braun en Down to the Bone. Roseland volgde in 2011.

## Discografie

### Singles
- 1991: The Earl of Salisbury's Pavane, GRP kerstalbum vol. 2

### DVD's
- 2003: Sounds of St. Lucia: Live
- 2006: Best Kept Secret (heruitgave op VHS uit 1998)

### Albums
| Year | Title                                    | Members                 | Members           | Members                        | Members                        | Members                            | Members                   | Members         | Members                                                                                |
| Year | Title                                    | Staalsnaar gitaar       | Nylonsnaar gitaar | Electrische gitaar             | Bas                            | Keyboards                          | Drums                     | Percussie       | Ander instrument                                                                       |
| ---- | ---------------------------------------- | ----------------------- | ----------------- | ------------------------------ | ------------------------------ | ---------------------------------- | ------------------------- | --------------- | -------------------------------------------------------------------------------------- |
| 1987 | Red Dust and Spanish Lace                | Nick Webb, John Parsons | Greg Carmichael   | –                              | Werner Kopal                   | Rainer Brüninghaus                 | Bert Smaak                | Mario Argandoña | –                                                                                      |
| 1988 | Natural Elements                         | Nick Webb, John Parsons | Greg Carmichael   | –                              | Konrad Mathieu                 | Rainer Brüninghaus                 | Bert Smaak                | Mario Argandoña | –                                                                                      |
| 1989 | Blue Chip                                | Nick Webb               | Greg Carmichael   | John Parsons                   | Klaus Sperber                  | Rainer Brüninghaus                 | Bert Smaak                | Mario Argandoña | Karl-Heinz Wiberny (saxofoon)                                                          |
| 1990 | Reference Point                          | Nick Webb               | Greg Carmichael   | –                              | Patrick Bettison, Abe White    | Terry Disley                       | Dan Tomlinson             | Mario Argandoña | Randy Brecker (trompet, bugel), Terry Dee (harmonica)                                  |
| 1991 | Back on the Case                         | Nick Webb               | Greg Carmichael   | –                              | Klaus Sperber                  | Terry Disley                       | Bert Smaak                | Mario Argandoña | Ludwig Gotz (trombone)                                                                 |
| 1992 | Early Alchemy                            | Nick Webb               | Simon James       | –                              | Jeff Clyne, Ron Mathewson      | –                                  | –                         | Mario Argandoña | The Violettes (strijkkwartet)                                                          |
| 1993 | The New Edge                             | Nick Webb               | Greg Carmichael   | –                              | Dave Pomeroy, Patrick Bettison | Rainer Brüninghaus, Terry Disley   | Dan Tomlinson             | Mario Argandoña | Derrick James (saxofoon)                                                               |
| 1994 | Against the Grain                        | Nick Webb               | Greg Carmichael   | John Parsons                   | Paul Harriman                  | Mike Herting, Terry Disley         | Bert Smaak                | Mario Argandoña | –                                                                                      |
| 1994 | Greatest Hits                            | Diverse                 | Diverse           | Diverse                        | Diverse                        | Diverse                            | Diverse                   | Diverse         | Diverse                                                                                |
| 1996 | Arcanum                                  | Nick Webb               | Greg Carmichael   | John Parsons                   | Dennis Murphy                  | –                                  | John Sheppard             | Mario Argandoña | Tony Rice                                                                              |
| 1998 | Positive Thinking...                     | John Parsons            | Greg Carmichael   | Miles Gilderdale               | Dennis Murphy                  | Rainer Brüninghaus                 | John Sheppard             | Mario Argandoña | –                                                                                      |
| 2000 | The Beautiful Game                       | Miles Gilderdale        | Greg Carmichael   | Miles Gilderdale, John Parsons | Frank Felix                    | Anthony "Fred" White               | Geoff Dunn                | Scooter de Long | Terry Disley (piano)                                                                   |
| 2001 | AArt                                     | Miles Gilderdale        | Greg Carmichael   | Miles Gilderdale               | Frank Felix                    | Anthony "Fred" White               | Pete Lewinson             | Richard Bull    | Terry Disley (piano), Fayyaz Virji (trombone), Snake Davis and Jeff Kashiwa (saxofoon) |
| 2002 | The Very Best of Acoustic Alchemy        | diverse                 | diverse           | diverse                        | diverse                        | diverse                            | diverse                   | diverse         | diverse                                                                                |
| 2003 | Sounds of St. Lucia: Live                | Miles Gilderdale        | Greg Carmichael   | –                              | Frank Felix                    | Anthony "Fred" White               | Richard Brook             | –               | –                                                                                      |
| 2003 | Radio Contact                            | Miles Gilderdale        | Greg Carmichael   | Miles Gilderdale               | Frank Felix                    | Anthony "Fred" White, Jamie Norton | Greg Grainger             | Mario Argandoña | Neil Cowley (piano), Jo Harrop (zang), Eddie M (saxofoon)                              |
| 2005 | American/English                         | Miles Gilderdale        | Greg Carmichael   | Miles Gilderdale               | Frank Felix                    | Anthony "Fred" White, Jamie Norton | Greg Grainger, Bert Smaak | –               | Eddie M (Saxophone)                                                                    |
| 2007 | This Way                                 | Miles Gilderdale        | Greg Carmichael   | Miles Gilderdale               | Julian Crampton                | Anthony "Fred" White               | Greg Grainger, Bert Smaak | –               | Neil Cowley (piano), Terry Disley (piano), Rick Braun (hoorn), Jeff Kashiwa (saxofoon) |
| 2008 | The Very Best of Acoustic Alchemy Vol. 2 | diverse                 | diverse           | diverse                        | diverse                        | diverse                            | diverse                   | diverse         | diverse                                                                                |
| 2011 | Roseland                                 | Miles Gilderdale        | Greg Carmichael   | Miles Gilderdale               | Julian Crampton                | Anthony "Fred" White               | Greg Grainger             |                 |                                                                                        |
| 2014 | Live in London                           | Miles Gilderdale        | Greg Carmichael   | Miles Gilderdale               | Gary Grainger                  | Anthony "Fred" White               | Greg Grainger             |                 |                                                                                        |
| 2018 | 33 1/3                                   | Miles Gilderdale        | Greg Carmichael   | Miles Gilderdale               | Gary Grainger                  | Anthony "Fred" White               | Greg Grainger             |                 |                                                                                        |